# Saglek Airport
Saglek Airport är en flygplats i Kanada.   Den ligger i provinsen Newfoundland och Labrador, i den östra delen av landet, 1 700 km nordost om huvudstaden Ottawa. Saglek Airport ligger 66 meter över havet.
Terrängen runt Saglek Airport är varierad. Havet är nära Saglek Airport åt nordost.Trakten runt Saglek Airport är nära nog obefolkad, med mindre än två invånare per kvadratkilometer.. Det finns inga samhällen i närheten. 
Trakten runt Saglek Airport består i huvudsak av gräsmarker.